# Берёза памирская

Берёза памирская (лат. Betula pamirica) — вид растений рода Берёза (Betula) семейства Берёзовые (Betulaceae).

## Распространение и экология
В природе ареал вида охватывает Памиро-Алай. Эндемик.
Произрастает по берегам горных рек.

## Ботаническое описание
Развесистый кустарник с красноватыми густо бородавчатыми ветвями. Молодые веточки густо опушённые.
Листья почти кожистые, лопатчатые или ланцетно-яйцевидные, длиной 3,5 см, шириной 2,7—3 см, острые или туповатые, с широко-клиновидным основанием, от основания цельнокрайные, далее по краю неправильно зубчатые, сверху голые, снизу по жилкам довольно густо опушенные, на густо опушенных черешках длиной около 1 см.
Пестичные серёжки прямые, цилиндрические, длиной около 2 см, диаметром 1 см, на опушённой ножке длиной 5—7 мм. Прицветные чешуйки длиной около 5 мм, правильно клиновидные, края немного волосистые; средняя доля несколько выдающаяся, язычковидная; боковые восходящие, короче средней, вверху круглые или немного угловатые.
Орешек яйцевидный, длиной 3 мм. Крылышки почти равны орешку или слегка его шире, вверху края слегка превышают орешек.

## Таксономия
Вид Берёза памирская входит в род Берёза (Betula) подсемейства Берёзовые (Betuloideae) семейства Берёзовые (Betulaceae) порядка Букоцветные (Fagales).
|  |                                      |  |                                                             |                                                             |                     |  | ещё 7 семейств (согласно Системе APG II) | ещё 7 семейств (согласно Системе APG II)                   |                                                            |  |  |  | ещё 1—2 рода        | ещё 1—2 рода         |  |  |
|  |                                      |  |                                                             |                                                             |                     |  | ещё 7 семейств (согласно Системе APG II) | ещё 7 семейств (согласно Системе APG II)                   |                                                            |  |  |  | ещё 1—2 рода        | ещё 1—2 рода         |  |  |
|  |                                      |  |                                                             | порядок Букоцветные                                         |                     |  |                                          |                                                            | подсемейство Берёзовые                                     |  |  |  |                     | вид Берёза памирская |  |  |
|  |                                      |  |                                                             | порядок Букоцветные                                         |                     |  |                                          |                                                            | подсемейство Берёзовые                                     |  |  |  |                     | вид Берёза памирская |  |  |
|  | отдел Цветковые, или Покрытосеменные |  |                                                             |                                                             | семейство Берёзовые |  |                                          |                                                            | род Берёза                                                 |  |  |  |                     |                      |  |  |
|  | отдел Цветковые, или Покрытосеменные |  |                                                             |                                                             |                     |  |                                          |                                                            |                                                            |  |  |  |                     |                      |  |  |
|  |                                      |  | ещё 44 порядка цветковых растений (согласно Системе APG II) | ещё 44 порядка цветковых растений (согласно Системе APG II) |                     |  |                                          | ещё одно подсемейство, Лещиновые (согласно Системе APG II) | ещё одно подсемейство, Лещиновые (согласно Системе APG II) |  |  |  | ещё более 110 видов |                      |  |  |
|  |                                      |  |                                                             | ещё 44 порядка цветковых растений (согласно Системе APG II) |                     |  |                                          |                                                            | ещё одно подсемейство, Лещиновые (согласно Системе APG II) |  |  |  |                     |                      |  |  |